# 山羊巔峰
《山羊巔峰》（英語：Goat）是一部2026年上映的美國運動電腦動畫喜劇電影，由哥倫比亞影業與索尼動畫製作，並與Unanimous Media及Modern Magic合作，由索尼影視娛樂負責發行。該片由泰瑞·迪利海（Tyree Dillihay）執導（為其長片導演處女作），亞當·羅塞特（Adam Rosette）聯合執導，劇本由亞倫·布赫斯鮑姆（Aaron Buchsbaum）及泰迪·萊利（Teddy Riley）撰寫。主角由凱勒布·麥克勞克林配音，其他配音演員包括加布里埃尔·尤尼恩、尼克·克羅爾、妮可拉·考夫蘭、大衛·哈伯、史蒂芬·柯瑞（亦兼任製片人）、詹妮弗·路易斯、帕頓·奧斯瓦爾特、珍妮佛·哈德森、亞倫·皮耶爾、傑利·羅爾、雪莉·寇拉、鮑比·李及安德魯·桑提諾。故事講述一隻山羊加入籃球聯盟，立志成為史上最「GOAT」的選手。
索尼於2024年5月宣布製作該片，當時確定由迪利海與羅塞特分別擔任導演及聯合導演，並由Unanimous Media的史蒂芬·柯瑞和埃里克·佩頓，聯同蜜雪兒·雷莫·庫亞特及Modern Magic的亞當·羅森柏格和羅德尼·羅斯曼擔任製片人。大部分卡司於2025年6月公布。
《山羊巔峰》預定於2026年2月13日由索尼影視娛樂在美國及英國上映。

## 劇情簡介
本片是一部原創動作喜劇，故事背景設定在一個全由動物組成的世界。故事主角是威爾（Will），一隻懷抱大夢想的小山羊，獲得了千載難逢的機會加入職業聯賽，挑戰「咆哮球」（roarball）——一種高強度、男女混合、全面對抗的運動，由世界上速度最快、最兇猛的動物主宰。威爾的新隊友對於隊中多出一隻小山羊並不滿意，但威爾決心徹底改變這項運動，並證明「小個子也能打出大場面！」——索尼動畫與Animation Magazine

## 配音員
- 凱勒布·麥克勞克林（英语：Caleb McLaughlin） 飾演 威爾·哈里斯（Will Harris），一隻山羊[1]
- 加布里埃尔·尤尼恩 飾演 傑特·菲爾莫爾（Jett Fillmore），一名黑豹球員，也是「Thorns」隊的門面人物[1]
- 尼克·克羅爾（英语：Nick_Kroll） 飾演 莫多·奧拉琴科（Modo Olachenko），會噴火的科莫多巨蜥球員[1]
- 妮可拉·考夫蘭 飾演 奧莉薇亞·伯克（Olivia Burke），一名鴕鳥球員[1]
- 大衛·哈伯 飾演 阿奇·埃弗哈特（Archie Everhardt），一名犀牛球員[1]
- 史蒂芬·柯瑞 飾演 蘭尼·威廉森（Lenny Williamson），一名長頸鹿球員[1]
- 詹妮弗·路易斯（英语：Jenifer_Lewis） 飾演 佛羅倫絲·艾弗森（Florence Everson），「Thorns」隊的老闆[1]
- 帕頓·奧斯瓦爾特 飾演 丹尼斯（Dennis），「Thorns」隊的教練[1]

另外珍妮佛·哈德森、亞倫·皮耶爾、傑利·羅爾、艾莎·柯瑞、安德魯·桑提諾、鮑比·李、雪莉·寇拉及艾德華度·法蘭科已確認參與配音，但角色尚未公開。

## 製作

### 開發
2024年5月，索尼動畫宣布將開發一部名為《山羊巔峰》的動畫體育電影，由泰瑞·迪利海執導，亞當·羅塞特聯合執導；史蒂芬·柯瑞和埃里克·佩頓則透過其Unanimous Media公司擔任製片人，與蜜雪兒·雷莫·庫亞特及Modern Magic的亞當·羅森柏格、羅德尼·羅斯曼合作製作。 Rick Mischel與Fonda Snyder擔任執行製片人，大衛·舒倫伯格（David Schulenburg）則擔任聯合製片人。
2025年6月，在安錫國際動畫影展上，官方主要配音陣容。

## 發行
《山羊巔峰》預定於2026年2月13日在美國上映，檔期與當週於洛杉磯舉辦的2026年NBA全明星賽同步。

### 家庭媒體
2021年4月，索尼與Netflix及華特迪士尼公司簽訂協議，取得其2022年至2026年電影片單於院線及家庭媒體檔期之後的播放權。 Netflix取得獨家「付費窗口1」（pay 1 window）串流播放權，通常為期18個月，涵蓋《山羊巔峰》及其他未來索尼動畫作品；此協議建立於Netflix於2014年與索尼動畫簽訂的既有發行協議之上。 迪士尼則取得「付費窗口2」（pay 2 window）播放權，影片將於Disney+及Hulu平台上串流，並在迪士尼旗下有線電視頻道播出。

## 外部連結
- 官方网站
- 互联网电影数据库（IMDb）上《山羊巔峰》的资料（英文）